# Bonaberiana crassisquama
Bonaberiana crassisquama är en fjärilsart som beskrevs av Embrik Strand 1915. Bonaberiana crassisquama ingår i släktet Bonaberiana och familjen nattflyn. Inga underarter finns listade i Catalogue of Life.